# 140er v. Chr.
Portal Geschichte | Portal Biografien | Aktuelle Ereignisse | Jahreskalender | Tagesartikel

◄ |
1. Jahrtausend v. Chr. |

◄ |
3. Jh. v. Chr. |
2. Jahrhundert v. Chr. |
1. Jh. v. Chr. |
►

◄ | 170er v. Chr. | 160er v. Chr. | 150er v. Chr. | 140er v. Chr. |
130er v. Chr. |
120er v. Chr. |
110er v. Chr. |
►

149 v. Chr. |
148 v. Chr. |
147 v. Chr. |
146 v. Chr. |
145 v. Chr. |
144 v. Chr. |
143 v. Chr. |
142 v. Chr. |
141 v. Chr. |
140 v. Chr.

## Ereignisse
- 149 v. Chr. bis 146 v. Chr.: Dritter Punischer Krieg. In dessen Ergebnis wird Karthago zerstört.
- 146 v. Chr.: Achaiischer Krieg
- 143 v. Chr.: Schlacht bei Baecula. Vernichtende Niederlage der Römer gegen die keltiberischen Truppen des Viriathus (Spanischer Krieg).